# Cena Oscara Mathisena
Cena Oscara Mathisena (anglicky Oscar Mathisen Award) je cena každoročně udělovaná bruslařským klubem v Oslu (Oslo Skøiteklubem) rychlobruslaři, který v dané sezóně dosáhl největších úspěchů. Ocenění je pojmenováno po norském rychlobruslaři Oscaru Mathisenovi, několikanásobném světovém šampionovi ze začátku 20. století. Cena je udělována od roku 1959, do roku 1967 ji nesměl žádný sportovec obdržet více než jednou, do roku 1987 nemohly být oceňovány ženy.
Oceněný rychlobruslař dostane miniaturu sochy Oscara Mathisena od sochaře Arne Durbana, jejíž originál se nachází před stadionem Frogner v Oslu.

## Ocenění rychlobruslaři
| Rok  | Jméno                       | Stát          |
| ---- | --------------------------- | ------------- |
| 1959 | Knut Johannesen             | Norsko        |
| 1960 | Boris Stenin                | Sovětský svaz |
| 1961 | Henk van der Grift          | Nizozemsko    |
| 1962 | Jonny Nilsson               | Švédsko       |
| 1963 | Nils Aaness                 | Norsko        |
| 1964 | Ants Antson                 | Sovětský svaz |
| 1965 | Per Ivar Moe                | Norsko        |
| 1966 | Kees Verkerk                | Nizozemsko    |
| 1967 | Kees Verkerk                | Nizozemsko    |
| 1968 | Fred Anton Maier            | Norsko        |
| 1969 | Dag Fornæss                 | Norsko        |
| 1970 | Ard Schenk                  | Nizozemsko    |
| 1971 | Ard Schenk                  | Nizozemsko    |
| 1972 | Ard Schenk                  | Nizozemsko    |
| 1973 | Göran Claeson               | Švédsko       |
| 1974 | Sten Stensen                | Norsko        |
| 1975 | Jevgenij Kulikov            | Sovětský svaz |
| 1976 | Sten Stensen                | Norsko        |
| 1977 | Eric Heiden                 | USA           |
| 1978 | Eric Heiden                 | USA           |
| 1979 | Eric Heiden                 | USA           |
| 1980 | Eric Heiden                 | USA           |
| 1981 | Amund Sjøbrend              | Norsko        |
| 1982 | Tomas Gustafson             | Švédsko       |
| 1983 | Rolf Falk-Larssen           | Norsko        |
| 1984 | Gaétan Boucher              | Kanada        |
| 1985 | Hein Vergeer                | Nizozemsko    |
| 1986 | Geir Karlstad               | Norsko        |
| 1987 | Nikolaj Guljajev            | Sovětský svaz |
| 1988 | Tomas Gustafson             | Švédsko       |
| 1989 | Leo Visser                  | Nizozemsko    |
| 1990 | Johann Olav Koss            | Norsko        |
| 1991 | Johann Olav Koss            | Norsko        |
| 1992 | Bonnie Blairová             | USA           |
| 1993 | Falko Zandstra              | Nizozemsko    |
| 1994 | Johann Olav Koss            | Norsko        |
| 1995 | Gunda Niemannová            | Německo       |
| 1996 | Gunda Niemannová            | Německo       |
| 1997 | Gunda Niemannová            | Německo       |
| 1998 | Ådne Søndrål                | Norsko        |
| 1999 | Rintje Ritsma               | Nizozemsko    |
| 2000 | Gianni Romme                | Nizozemsko    |
| 2001 | Hirojasu Šimizu             | Japonsko      |
| 2002 | Jochem Uytdehaage           | Nizozemsko    |
| 2003 | Anni Friesingerová          | Německo       |
| 2004 | Chad Hedrick                | USA           |
| 2005 | Shani Davis                 | USA           |
| 2006 | Cindy Klassenová            | Kanada        |
| 2007 | Sven Kramer                 | Nizozemsko    |
| 2008 | Jeremy Wotherspoon          | Kanada        |
| 2009 | Shani Davis                 | USA           |
| 2010 | Martina Sáblíková           | Česko         |
| 2011 | Bob de Jong                 | Nizozemsko    |
| 2012 | Christine Nesbittová        | Kanada        |
| 2013 | Ireen Wüstová               | Nizozemsko    |
| 2014 | Jorrit Bergsma              | Nizozemsko    |
| 2015 | Brittany Boweová            | USA           |
| 2016 | Ted-Jan Bloemen             | Kanada        |
| 2017 | Sven Kramer                 | Nizozemsko    |
| 2018 | Håvard Holmefjord Lorentzen | Norsko        |
| 2019 | Kjeld Nuis                  | Nizozemsko    |
| 2020 | Natalja Voroninová          | Rusko         |
| 2021 | Nils van der Poel           | Švédsko       |
| 2022 | Nils van der Poel           | Švédsko       |
| 2023 | Jordan Stolz                | USA           |
| 2024 | Jordan Stolz                | USA           |